# Кушадаси
Кушадаси (тур. Kuşadası) је приморски град у Турској и веома популарно летовалиште на обали Егејског мора. Некада мало рибарско насеље, данас је стециште туриста из Уједињеног Краљевства, Ирске, земаља Бенелукса и бивше Југославије. Према попису из 1995. године, град броји 50.000 житеља, док током летње сезоне у Кушадасију борави до милион туриста.

## Историја и називи
Током векова град је био познат као Неаполис, Нови Ефес и Scala Nuova. У античко доба, на месту данашњег Кушадасија, налазио се антички град Неаполис, који је био под управом тада једног од најснажнијих градова Средоземља, Ефеса. У непосредној близини Неаполиса, налазили су се градови Маратезион и Пигале, који су наводно основали болесни војници краља Агамемнона током Тројанског рата. Са слабљењем Ефеса, почиње и тмурно и крваво доба за Неаполис које траје све до средњег века. До 15. века град (Scala Nuova) је био под управом трговаца из Венеције и Ђенове. 1413. године Турци, предвођени султаном Мехмет Челебијом, освајају и пљачкају град, који је од тада па до данашњих дана турски.
Савремени назив град добија по полуострву на изласку из центра града (Острво голубова - тур. Güvercin Adası), које је пре спајања спрудом са обалом било острво. Назив је заправо кованица од две речи - острво (тур. ada) и птица (тур. kuş).

## Кушадаси данас
Споменуто полуострво доминира погледом, ако се Кушадасију прилази са мора, или ако се исти прелеће авионом. На полуострву се налазе утврђење, светионик и мали зоолошки врт.
24 километра јужно од Кушадасија налази се национални парк, из кога се пружа поглед ка суседној Грчкој и острву Самос. У околини Кушадасија налазе се антички градови Ефес (18 km), Дидим, Пријена и Милет.
Административно, општина и град Кушадаси, припадају вилајету Ајдин, од чијег је центра (истоимени град}}) Кушадаси удаљен савременим ауто-путем 65km. Иако развијено летовалиште град нема сопствени аеродром, већ се користе аеродроми „Аднан Мендерес“ у Измиру и „Милас-Бодрум“ у Миласу, који су удаљени 85km, односно 120km. Град поседује марину и луку за прекоокеанске бродове, који су свакодневни гости Кушадасија.
Према проценама, Кушадаси има око 1000 хотела, пансиона и апартмана свих категорија. Један од најстаријих хотела у граду је „Имбат“, изграђен 1975. године који се налази на ободу Женске плаже ({{јез-тур|Kadınlar Denizi), а може се видети и из центра града.
Кушадаси може да се похвали већим бројем лепих плажа, од којих је један део за јавну употребу.
Кушадаси је, према статистици у и данас патријархалној Турској, на првом месту по броју развода.
Дана 16. јула 2005. године Кушадаси је био поприште терористичког напада у коме је живот изгубило петоро људи, а око двадесеторо повређено. Наиме тог дана, на Ататурковом Булевару у непосредној близини споменика Ататурку, у акцији бомбаша самоубице, одлетео је у ваздух линијски минибус. Међу погинулима и повређенима није било држављана СЦГ.

## Демографија
| 1990.  | 2000.  |
| ------ | ------ |
| 31.911 | 47.661 |

## Градови побратими
- Батуми
- Бихаћ
- Вати
- Дрогеда
- Ђорче Петров
- Марл
- Ел Мина
- Монтереј
- Призрен
- Синаја
- Черкаси